# Крушинец
Крушинец (укр. Круши́нець) — село в Головненской поселковой общине Ковельского района Волынской области Украины.
До 2020 года входило в Любомльский район.
Код КОАТУУ — 0723381305. Население по переписи 2001 года составляет 438 человек. Почтовый индекс — 44320. Телефонный код — 3377. Занимает площадь 1,74 км².